# Loculla austrocaspia
Loculla austrocaspia är en spindelart som beskrevs av Roewer 1955. Loculla austrocaspia ingår i släktet Loculla och familjen vargspindlar.
Artens utbredningsområde är Iran. Inga underarter finns listade i Catalogue of Life.